# Yukikoa kanekoi
Yukikoa kanekoi es una especie de coleóptero de la familia Cantharidae.

## Distribución geográfica
Habita en Japón.